# Zun
Zun – wykonane z brązu naczynie do wina, używane w starożytnych Chinach (epoki Shang i Zhou).
Naczynia typu zun charakteryzowały się obszernym brzuścem i szerokim otworem. Zdobiono je zazwyczaj ornamentem zwierzęcym. Używane na szeroką skalę od wczesnej epoki Shang, straciły popularność w Okresie Walczących Królestw.